# Chimoio
Chimoio – miasto w środkowozachodnim Mozambiku, ośrodek administracyjny prowincji Manica. Według spisu z 2017 roku liczy 363,3 tys. mieszkańców. 
W mieście rozwinął się przemysł bawełniany oraz odzieżowy.